# Tillandsia andrieuxii
Tillandsia andrieuxii es una especie de planta epífita dentro del género  Tillandsia, perteneciente a la  familia de las bromeliáceas.  

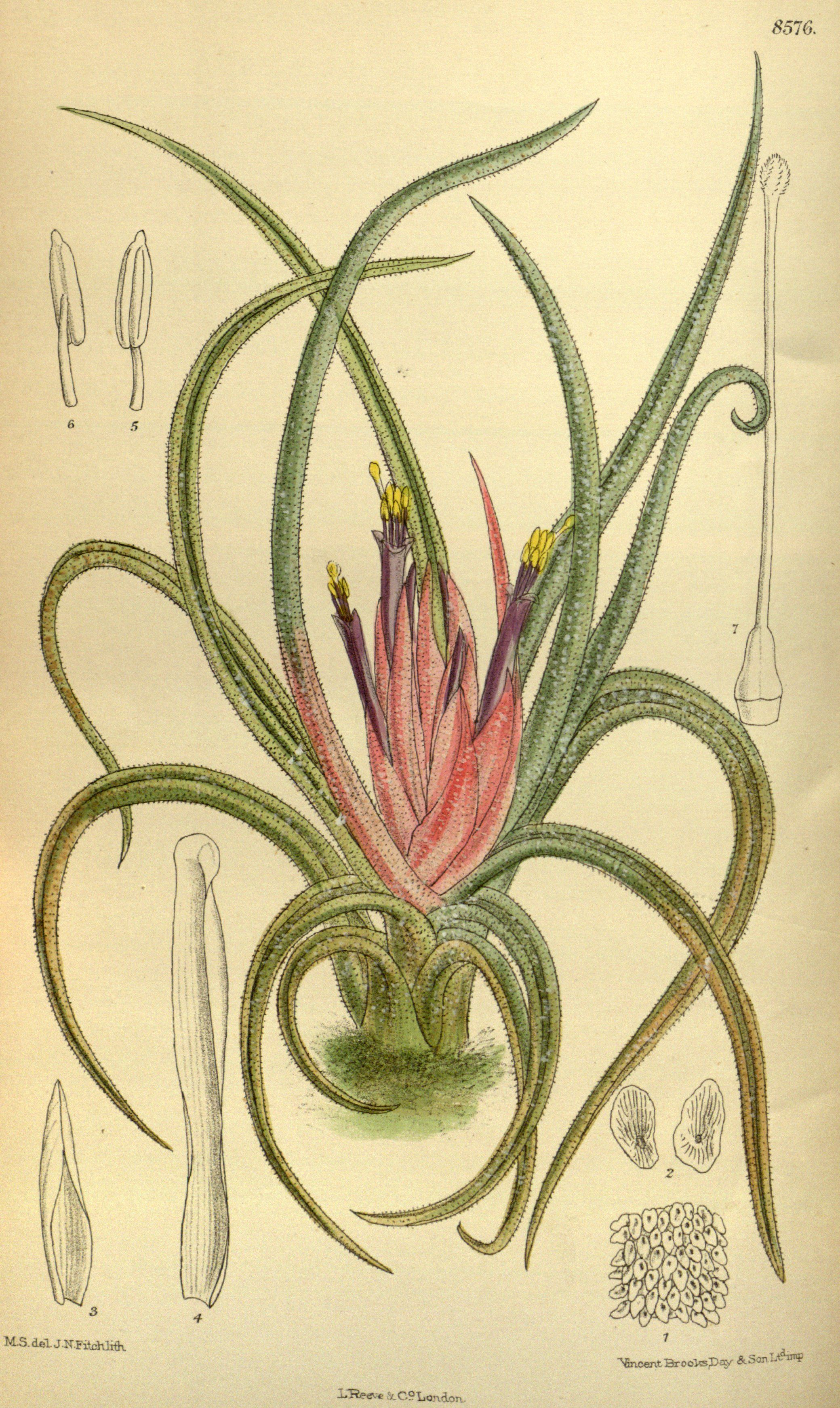
Ilustración

## Descripción
Son plantas con hábitos de epífitas que alcanzan un tamaño de hasta 9 cm, caulescentes, ramificadas. Hojas de 9-18 cm; vainas de 1-1.5 cm de ancho, suborbiculares, densamente patente cinéreo a pardo claro lepidotas; láminas 0.5 cm de ancho, densamente patente cinéreo lepidotas, involutas cuando secas. Escapo de 6-8 cm, decurvado; brácteas imbricadas, las superiores con láminas distintas filiformes. Inflorescencia 5-6 cm, simple, péndula, con 3-5 flores. Brácteas florales 3.5-4 cm, imbricadas, ecarinadas, nervadas, esparcidamente adpreso punteado lepidotas, membranáceas. Flores sésiles; sépalos 3 cm, nervados, membranáceos, esparcidamente lepidotos, libres, los 2 posteriores carinados al menos basalmente; pétalos violeta. Los frutos son cápsulas de 3 cm.

## Distribución y hábitat
Se encuentra en los bosques mixtos, bosques de Pinus. A una altitud de 1800-3000 metros, en el este de México.

## Taxonomía
Tillandsia andrieuxii fue descrita por (Mez) L.B.Sm. y publicado en Contributions from the Gray Herbarium of Harvard University 117: 31. 1937.
Etimología
Tillandsia: nombre genérico que fue nombrado por Carlos Linneo en 1738 en honor al médico y botánico finlandés Dr. Elias Tillandz (originalmente Tillander) (1640-1693).
andrieuxii: epíteto
Sinonimia
- Tillandsia benthamiana var. andrieuxii Mez	[3][4]